# Spółgłoska nosowa dziąsłowa bezdźwięczna
Spółgłoska nosowa dziąsłowa bezdźwięczna – rodzaj dźwięku spółgłoskowego występujący w językach naturalnych. W międzynarodowej transkrypcji fonetycznej IPA oznaczanej symbolem: n̥ lub: n̊. Symbol ten pochodzi od znaku ⟨n⟩ (spółgłoska nosowa dziąsłowa) i znaku diakrytycznego oznaczającego bezdźwięczność. Odpowiednik w X-SAMPA to n_0.

## Artykulacja

### Opis
W czasie artykulacji podstawowego wariantu [n]:
- mimo iż dochodzi do zablokowania przepływu powietrza przez tor ustny jamę ustną, podniebienie miękkie jest skierowane w dół i powietrze uchodzi (oprócz ust) przez nos – jest to spółgłoska nosowa;
- prąd powietrza w jamie ustnej przepływa ponad całym językiem lub też powietrze uchodzi tylko wzdłuż środkowej linii języka – jest to spółgłoska środkowa
- modulowany jest prąd powietrza wydychanego z płuc, czyli jest to spółgłoska płucna egresywna;
- język kontaktuje się z dziąsłami, tworząc zwarcie – jest to spółgłoska dziąsłowa.
- wiązadła głosowe nie drgają, spółgłoska ta jest więc bezdźwięczna.

### Warianty
Głoska ta, podobnie jak wiele innych, ma różne warianty, w zależności od sąsiadujących z nią innych głosek. Może to się przejawiać poprzez:
- wzniesienie środkowej części grzbietu języka w kierunku podniebienia twardego, mowa wtedy o spółgłosce spalatalizowanej
- wzniesienie tylnej części grzbietu języka w kierunku podniebienia miękkego, daje to początek spółgłosce welaryzowanej
- zaokrąglenie warg, mówimy wtedy o labializowanej spółgłosce.

## Przykłady
Przykłady w wybranych językach:
| Język                | Język                | Słowo   | IPA         | Znaczenie             | Uwagi                                     |  |
| -------------------- | -------------------- | ------- | ----------- | --------------------- | ----------------------------------------- |  |
| Język birmański      | Język birmański      | နှာ       | [n̥à]        | 'nos'                 |                                           |  |
| Język estoński       | Język estoński       | lasn    | [ˈlɑsn̥]     | 'łopatka'             | Wariant głoski /m/ po głoskach /t, s, h/. |  |
| Język islandzki      | Język islandzki      | hnífur  | [ˈn̥ivʏr̥]    | 'nóż'                 |                                           |  |
| Język Jalapa Mazatec | Język Jalapa Mazatec | -       | [n̥ɛ]        | 'wodospad'            |                                           |  |
| Język kildin         | Język kildin         | чоӊтэ   | [t͡ʃɔn̥te]    | 'obrócić się'         |                                           |  |
| Język polski         | Język polski         | kupn    | [kupn̥]      | dopełniacz od 'kupno' | Wariant głoski /n/.                       |  |
| Język walijski       | Język walijski       | fy nhad | [və n̥aːd]   | 'mój ojciec'          | Wariant głoski /n/.                       |  |
| Język xumi           | Język xumi           | -       | [Hn̥ɑ̃] [Hn̥ɔ̃] | 'futro'               | Wariant głoski /n/.                       |  |
| Język yupik środkowy | Język yupik środkowy | ceńa    | [t͡səˈn̥a]    | 'kraniec'             |                                           |  |